# Filipe Guerra
Filipe Guerra (Recife, 27 de outubro de 1985) é um DJ, produtor musical, compositor e engenheiro de som brasileiro. Se tornou conhecido em 2009 pelas canções "Can´t Stop Loving You" e "Brand New Day", que trazem os vocais de Lorena Simpson. Em 2008 foi premiado pela ÔmegaHitz como Melhor Produção Nacional pela música "Can´t Stop Loving You". Em 2012, foi novamente premiado como melhor DJ Mixing Club pela revista DJ Sound Magazine.

## Biografia
Filipe Guerra iniciou a carreira de DJ, aos 15 anos fazendo festas. Anteriormente ele tinha uma rádio na escola. Em 2002 ele iniciou o curso DJs da Metrópole em que foi escolhido como melhor aluno, após, foi selecionado para virar residente da casa. Algumas de suas músicas produzidas alí, foram levadas executadas no programa Adrenalina na Rede Transamérica. Várias vezes convidado por DJ Ronaldinho do programa Lunch Break transmitido pela rádio Energia 97 ele se tornou reconhecido nacionalmente. Durante o festival Spirit of London em 2006 em São Paulo ele conheceu os produtores da gravadora Maxpop Music, já em 2007 mudou-se para o Rio de Janeiro e fez um contrato com a Maxpop.
Ele começou a produzir em 2010 ainda quando era contratado da gravadora Maxpop Music. Ao criar o álbum Pool Party, ele inciou a produzir uma música somente instrumental, que depois foi adicionada a colaboração vocal de Lorena Simpson, lançada em 2008 "Can´t Stop Loving You" o single rendeu aos intérpretes Lorena e Filipe o reconhecimento nacional, sendo uma das mais pedidas no Egito, Tailândia e Japão. Em fevereiro de 2009 foi lançado a música "Brand New Day" com participação de Lorena Simpson, que teve venda exclusiva no site Masterbeat, "Revolution of Love" também com participação da cantora amazonense teve sua estreia em 2009. A canção "Breath Again" com participação de Lorena foi lançada em 2010. Em 2012, foram lançados os singles "Take A Chance" e "Touch Myself", ambos com participação de Lu Guessa. O videoclipe da música "Moving On" com participação da cantora americana Jenna Christine foi lançada em 20 de dezembro de 2012 como o primeiro clipe de um DJ brasileiro à ser lançado no Vevo.
Em maio de 2013 foi lançado seu primeiro EP, contendo seis faixas, dentre elas quatro inéditas.

## Discografia

### Extended Play (EP)
- 2013: Follow You EP[9]

### Singles
- 2008: "Can't Stop Loving You" feat. Lorena Simpson
- 2009: "Brand New Day" feat. Lorena Simpson
- 2010: "Revolution of Love" feat. Lorena Simpson
- 2010: "Breath Again" feat. Lorena Simpson
- 2011: "Feel Alive" feat. Nalaya Brown
- 2010: "Take A Chance"
- 2012: "Touch Myself"
- 2012: "Moving On"
- 2012: ''After All'' Feat. Jullie
- 2013: ''Follow You'' Feat. Lorena Simpson
- 2013: ''Kids In The Dark'' Feat. Bernardo Falcone
- 2014: ''Leave Me Alone'' Feat. Nalaya

## Prêmios
| Ano  | Premiação         | Obra                    | Nomeação                 | Resultado | Ref   |
| ---- | ----------------- | ----------------------- | ------------------------ | --------- | ----- |
| 2008 | ÔmegaHitz         | "Can´t Stop Loving You" | Melhor Produção Nacional | Venceu    | [ 1 ] |
| 2012 | DJ Sound Magazine | DJ Mixing Club          | —                        | Venceu    | [ 2 ] |

## Ligação externas
- Filipe Guerra no Facebook
- Filipe Guerra no X